# Aya RL
Aya RL (początkowo – Aya Red Love) – polski zespół muzyczny założony w 1983 roku przez Igora Czerniawskiego, Pawła Kukiza i Jarosława Lacha.

## Historia

### Lata 80. XX wieku
Grupa Aya RL powstała po spotkaniu się klawiszowca rosyjskiego pochodzenia Igora Czerniawskiego oraz zespołu Hak, założonego przez Jarosława Lacha i Pawła Kukiza. Wszyscy trzej poznali się w 1983 roku na festiwalu w Jarocinie i nawiązali ze sobą współpracę. Początkowo zespół posiadał nazwę Aya Red Love, która później została skrócona. Do Aya RL został zaproszony drugi klawiszowiec Robert Milewski (ex Mech), który zagrał z grupą na koncercie Rock Arena 1984 w Poznaniu, jednak szybko zrezygnował ze współpracy. Menedżerem zespołu został Walter Chełstowski.
Jako trio, Aya RL wystąpiła w 1984 roku na festiwalu w Jarocinie, gdzie dodatkowo Paweł Kukiz zaśpiewał z zespołem Piersi. Trio odniosło na nim sukces, prezentując utwór „Skóra”, który zyskał dużą popularność i zdobył wysokie miejsca na polskich listach przebojów, choć przyniósł błędny wizerunek zespołu, którego celem nie było nagrywanie popularnych, młodzieżowych hitów.
Rok 1985 to data wydania pierwszego albumu grupy, potocznie nazywanego Czerwoną płytą. Na longplayu specjalnie nie umieszczono „Skóry” – w zamian pojawił się wysublimowany, inteligentny rock. Kilka utworów z Czerwonej płyty odniosło sukces, m.in. „Unikaj zdjęć”, „Nasza ściana” i „Ulica miasta”.
W międzyczasie grupa zyskiwała coraz większą sympatię słuchaczy oraz recenzentów. Jeszcze w roku debiutu studyjnego powróciła na festiwal w Jarocinie. Jednak wkrótce Jarosław Lach wyjechał do USA, opuszczając oficjalnie zespół. Kukiz i Czerniawski zaczęli pracować nad materiałem do drugiej płyty, mimo to na pewien czas wstrzymali prace.
W 1986 Czerniawski nagrał parę utworów z Beatą Pater, z czego jeden, pt. „Ażeby”, został wydany na składance Cisza jest... nic się nie dzieje wytwórni Tonpress (pod szyldem Brygada Miłości). Te nagrania miały być zalążkiem projektu Aya, rodzajem sztuki otwartej, z którym miało współpracować wielu muzyków, w tym m.in. Robert Gawliński i Cezary Włodarczyk. Ostatecznie jednak również te plany pozostały porzucone.
Igor Czerniawski w tym czasie pracował z zespołem Kosmetyki Mrs. Pinki, zostając nawet na pewien czas jego członkiem. Był też realizatorem nagrań kilku innych grup. Później wznowił z Pawłem Kukizem oraz nowym gitarzystą – Adamem Romanowskim – prace nad drugim albumem. Niebieska płyta ukazała się w 1989 i wyróżniała się ostrzejszym, bardziej zróżnicowanym klimatem, została jednak chłodniej przyjęta przez publiczność.

### Lata 90. XX wieku
W 1990 Paweł Kukiz i Adam Romanowski zakończyli współpracę z zespołem, a w zamian do zespołu powrócił Jarosław Lach. Wtedy Aya RL została instrumentalnym duetem. W 1994 roku ukazał się trzeci album zespołu pt. Nomadeus, który przyniósł ich nowe oblicze. Muzyka na nim zawarta to muzyka elektroniczna połączona z world music. Na albumie zastosowano etniczny śpiew oraz mocną rytmikę, co razem doskonale przypominało muzykę projektów typu francuskiego Deep Forest.
Dwa lata później – w 1996 roku – premierę miał czwarty, podobny do poprzednika album zespołu Calma. Na kilku piosenkach z albumu wykorzystano zremiksowany głos Pawła Kukiza z poprzednich utworów. W czasie realizacji teledysku do „Ameryki” (nowej wersji „Za chlebem”) zaproszono do chwilowej współpracy Pawła Kukiza, który wystąpił w klipie.
W 1998 roku zespół opuścił Jarosław Lach, po czym Aya RL stała się solowym projektem Igora Czerniawskiego. Jeszcze w tym samym roku klawiszowiec nagrał piątą płytę Change in Form, na której ponownie pojawiła się inna muzyka, tym razem bliska elektronicznej awangardzie. Nieco później muzyk definitywnie zakończył działalność Ayi RL.
Dyskografię dopełnia minialbum Wy to ja ’98, wydany niedługo przed Change in Form.

### XXI wiek
4 czerwca 2009 Igor Czewniawski i Paweł Kukiz (gościnnie z gitarzystą Edmundem Stasiakiem) wystąpili jako Aya RL w ramach koncertu pod hasłem „20 lat wolności”.
15 października 2011 zespół w oryginalnym składzie reaktywował się na jeden koncert, który odbył się w warszawskim klubie studenckim Stodoła w ramach akcji charytatywnej „Help Maciek”.
W 2020 roku utwór „Skóra” ulokował się na 12. miejscu notowania PR3 „Polski Top Wszech Czasów”.

## Muzycy
- Igor Czerniawski – perkusja, instrumenty klawiszowe, śpiew (1983–1999, 2009, 2011)
- Paweł Kukiz – instrumenty perkusyjne, śpiew (1983–1990, 1996, 2009, 2011)
- Jarosław Lach – gitara (1983–1986, 1990–1998, 2011)
- Robert Milewski – instrumenty klawiszowe, śpiew (1984)
- Adam Romanowski – gitara, głos (1987–1990)

## Dyskografia
Albumy
| Rok  | Tytuł              |
| ---- | ------------------ |
| 1985 | Aya RL (czerwona)  |
| 1989 | Aya RL (niebieska) |
| 1994 | Nomadeus           |
| 1996 | Calma              |
| 1998 | Wy to ja ’98 (EP)  |
| 1998 | Change in Form     |

Notowane utwory
| Rok  | Tytuł                     | Pozycja na Liście |
| Rok  | Tytuł                     | LP3               |
| ---- | ------------------------- | ----------------- |
| 1984 | „Jazz”                    | 8                 |
| 1984 | „Skóra”                   | 1                 |
| 1984 | „Księżycowy krok”         | 2                 |
| 1985 | „Nasza ściana”            | 2                 |
| 1985 | „Unikaj zdjęć”            | 1                 |
| 1986 | „Nie zostawię”            | 11                |
| 1986 | „Pogo I / Pogo II”        | 6                 |
| 1986 | „Ulica miasta”            | 1                 |
| 1990 | „Jak ze stali i ze szkła” | 4                 |
| 1994 | „Nomadeus”                | 27                |
| 1994 | „Wha-mo-yá”               | 33                |
| 1996 | „Ameryka”                 | 34                |